# 2-я Пролетарская дивизия
2-я Пролетарская дивизия НОАЮ (сербохорв. Друга пролетерска дивизија НОВЈ / Druga proleterska divizija NOVJ) — соединение НОАЮ, созданное из 2-й Пролетарской, 4-й Пролетарской Черногорской и 2-й Далматинской пролетарской ударных бригад, военных формирований под руководством коммунистической партии, состоявших из наиболее преданных ей кадров. Являлась одним из лучших соединений НОАЮ.

## История
Сформирована 1 ноября 1942 в Тичево, Босанская Краина. В декабре 1942 года осуществила успешный штурм гарнизонов усташей в Ливно и Дувно. В январе 1943 года атаковала части итальянских войск и четников в районе Босанско-Грахово — Книн, а в феврале ликвидировала опорный пункт усташей в городе Имотски. В ходе битвы на Неретве составляла правую колонну во время наступления в долине Неретвы, участвовала в контрударе около города Горни-Вакуф и разгроме четников близ Невесине и Калиновика.
В битве на Сутьеске участвовала в ожесточённых боях за плацдарм в долине Сутьески, во время прорыва из окружения на Зеленгоре и на дороге Фоча — Калиновик.
1 сентября 1943 включена в состав 2-го ударного корпуса. В начале декабря 1943 потерпела поражение от 1-й горнострелковой дивизии вермахта в ходе немемецкой операции «Кугельблиц». После этого была проведена замена состава штаба дивизии во главе с командиром Любодрагом Джуричем. Новым командиром был назначен Любо Вучкович, народный герой Югославии.
С марта по май 1944 года дивизия участвовала в прорыве в Сербию, а затем вела бои в Санджаке с немцами, четниками и боснийским легионом «Кремплер». 27 января 1944 состав дивизии покинула 2-я Далматинская пролетарская ударная бригада, которую заменила 3-я Сербская пролетарская ударная бригада 10 февраля 1944 года. 16 ноября 1944 года в состав дивизии вошла 6-я Сербская бригада, 15 марта 1945 года — артиллерийская бригада. 2-я Пролетарская ударная бригада с сентября по декабрь 1944 года находилась в составе 21-й Сербской дивизии, затем снова была передана 2-й Пролетарской дивизии.
С августа 1944 года 2-я Пролетарская дивизия вела боевые действия в долине Западной Моравы под непосредственным командованием Главного штаба народно-освободительной армии и партизанских отрядов Сербии. С января по апрель 1945 года воевала на Сремском фронте. По состоянию на декабрь 1944 в дивизии насчитывалось 9886 солдат. Все три бригады, которые вошли в состав дивизии при её формировании, получили наименования «пролетарских» и награждены орденом Народного героя.